# Rockin' the Joint
Rockin' the Joint uživo je album američke hard rock skupine Aerosmith koji izlazi u listopadu 2005.g.
Materijal je snimljen u siječnju 2002.g. u "Hard Rock Hotel and Casino", Paradise, Nevada, a sadrži Aerosmithove klasične i nekoliko novih uživo izvedenih skladbi.
Rockin' the Joint Izlazi na CD-u i na DVD-u. Album nije zabilježio veći komercijalni uspjeh, našao se na #24 američkih Top ljestvica, ali je nakon toga vrlo brzo počeo padati na niža mjesta. Rockin' the Joint bio je sastavni dio njihove turneje Rockin' the Joint Tour, koja se održavala od 30. listopada 2005.g. do 21. ožujka 2006.g.

## Popis pjesama
1. "Good Evening Las Vegas" – 0:22
2. "Beyond Beautiful" (Steven Tyler, Joe Perry, Marti Frederiksen, Mark Hudson) – 4:52
3. "Same Old Song and Dance" (Tyler, Perry) – 5:50
4. "No More No More" (Tyler, Perry) – 4:40
5. "Seasons of Wither" (Tyler) – 5:05
6. "Light Inside" (Tyler, Perry, Frederiksen) – 3:35
7. "Draw the Line" (Tyler, Perry) – 7:23
8. "I Don't Want to Miss a Thing" (Diane Warren) – 4:33
9. "Big Ten Inch Record" (Fred Weismantel) – 4:17
10. "Rattlesnake Shake" (Peter Green) – 8:25
11. "Walk This Way" (Tyler, Perry) – 4:13
12. "Train Kept A-Rollin'" (Tiny Bradshaw, Howard Kay, Lois Mann) – 5:13

### DVD
- "No More No More"
- "Dream On"
- "Draw the Line"
- "Sweet Emotion"

## Osoblje
Aerosmith
- Tom Hamilton – bas-gitara
- Joey Kramer – bubnjevi, udaraljke
- Joe Perry – gitara, prateći vokali
- Steven Tyler – prvi vokal, usna harmonika, klavijature, udaraljke
- Brad Whitford – gitara

Ostalo osoblje
- Keith Garde – producent
- Dick Carruthers – direktor
- Casey Patrick Tebo  Arhivirana inačica izvorne stranice od 19. srpnja 2019. (Wayback Machine) – urednik

## Top lista

### Album
| Godina | Top lista         | pozicija |
| ------ | ----------------- | -------- |
| 2005.  | The Billboard 200 | #24      |

## Vanjske poveznice
- Rockin' the Joint - MusicBrainz